# Ringen (ornithologie)

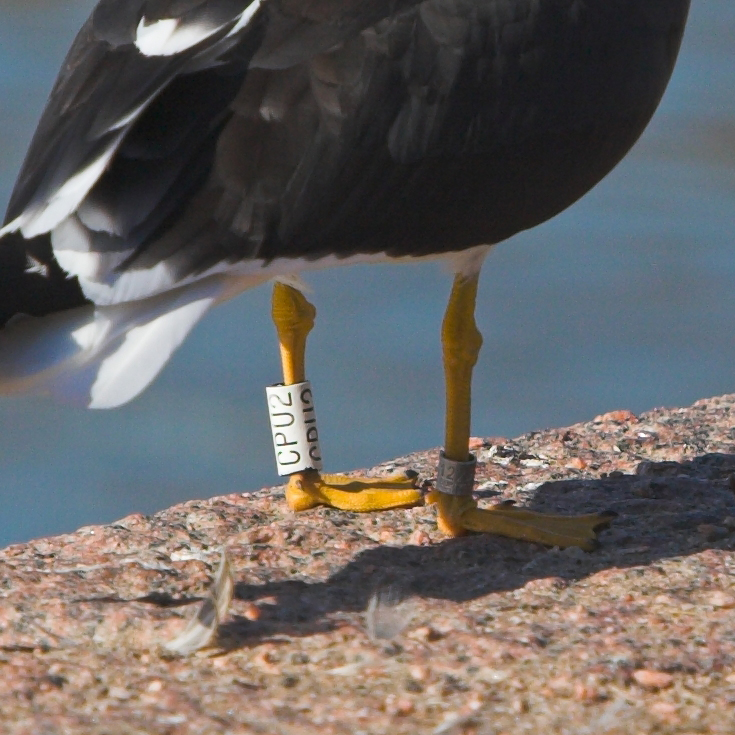
Kleine mantelmeeuw met om de linkerpoot een kleurring en om de rechter de meer gebruikelijke stalen ring

Ringen is het aanbrengen van een ring om de poot van een vogel. De ring is gemaakt van metaal of kunststof en voorzien van een uniek identificatienummer en een contactadres. Het doel is een idee te krijgen over de migratie, de leeftijd, de sterftegraad, de voedselgewoonten en andere gedragingen.
In een aantal landen worden ook vleermuizen geringd. In Nederland is dit niet gebruikelijk. 

## Waarom ringonderzoek?
Het op afstand observeren van vogels en het monitoren van populaties staat geen onderzoek naar individuele vogels toe. Door vogels te vangen en op te meten kunnen wel individuele meetwaarden worden verzameld. Zo wordt bijvoorbeeld gekeken hoe oud de vogel is, hoe groot de vogel is en in welke conditie de vogel verkeert. 
Door een ring aan te brengen is een vogel individueel herkenbaar, en kunnen vervolgmetingen na vangst of terugmelding worden gekoppeld aan eerder verzamelde gegevens. Belangrijke onderwerpen daarbij zijn de overlevingskans van vogels, hoe oud vogels kunnen worden en waar ze naartoe trekken. Er wordt ook gekeken of er nog verder onderzoek kan worden gedaan om de resultaten te verklaren.

## De ringen

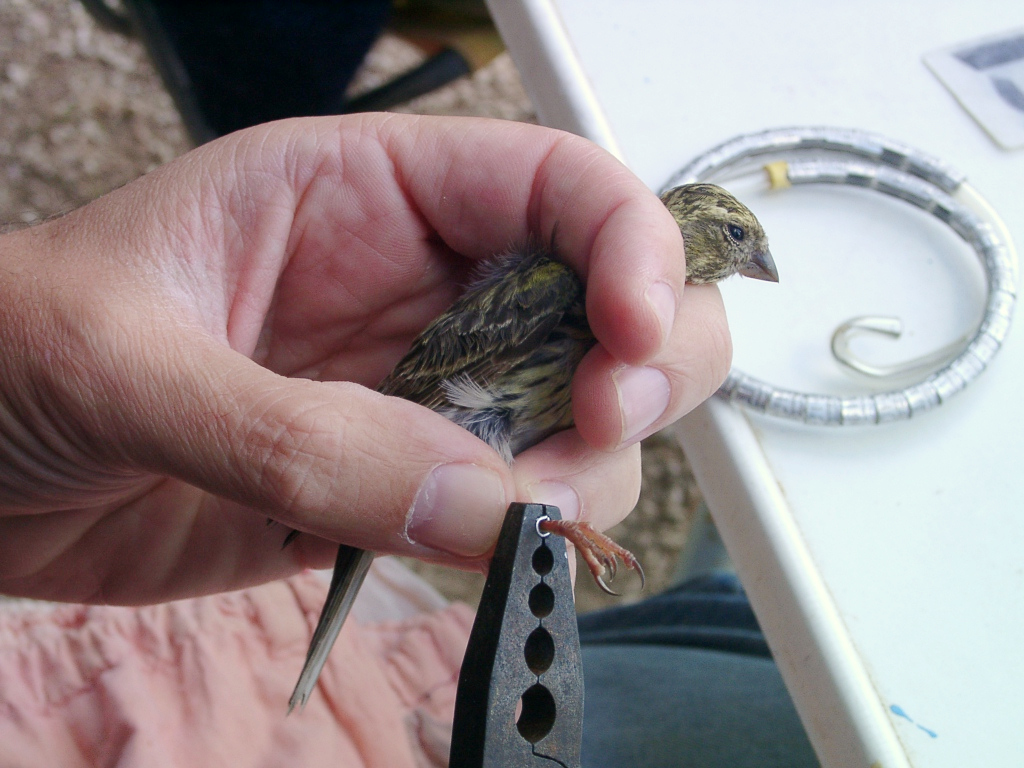
Het ringen, met de ringtang in beeld

Aangezien vogels in allerlei groottes voorkomen, zijn er ook ringen met verschillende maten. Zo krijgt de goudhaan de kleinste ring en een knobbelzwaan de grootste ring. Het is daarom belangrijk dat, voordat de ring om het pootje wordt gedaan, een juiste determinatie van de vogel gemaakt is.
De ringen zijn van metaal, de kleinere maten van aluminium, de grote en die welke gebruikt worden voor langlevende soorten zoals zilvermeeuw van staal. De ringen worden met behulp van een speciale ringtang, zoals op bijgaande afbeelding is te zien, dichtgeknepen. Daarbij wordt ervoor gezorgd dat de uiteinden naadloos op elkaar aansluiten, zodat de vogel er zo min mogelijk last van heeft.
Voor gedragsonderzoek worden soms naast de metalen ring ook gekleurde ringen aangebracht, die voorzien zijn van een inscriptie die op afstand met de verrekijker afleesbaar is.
Wilde vogels die in gevangenschap gehouden worden, dienen als nestjong geringd te worden met een gesloten ring. Omdat een gesloten ring alleen kan worden aangebracht als de vogel nog heel jong is, toont deze aan dat het om een gefokte vogel gaat en niet om zogenoemde wildvang, wat verboden is.

## Het ringen
In het algemeen zijn er twee momenten waarop vogels worden geringd. Roofvogels en holenbroeders zoals koolmees worden vaak als jong op het nest geringd. Daarnaast worden vogels ook speciaal voor het ringonderzoek gevangen. Dat gebeurt vooral tijdens de herfsttrek met mist- of slagnetten of inloopkooien.
In Nederland en België mogen alleen gediplomeerde ringers ringen. De ringers hebben voordat ze in bezit kwamen van een vergunning een examen afgelegd waarin ze bewezen hebben dat ze over de kennis beschikken die nodig is.
Tijdens het ringen worden naast soort, ouderdom en geslacht ook biometrische gegevens van de vogels vastgelegd. Deze moeten een beeld geven van de conditie waarin de vogel verkeert. Gangbare gegevens zijn: vleugellengte, gewicht, ruistadium, omvang van de borstspier en vetgraad. De manier waarop deze gegevens worden vastgelegd is gestandaardiseerd, zodat, wanneer de vogel op hetzelfde of een ander ringstation wordt teruggevangen, een beeld kan worden opgebouwd van de ontwikkeling die de conditie van die specifieke vogel doormaakt.

### Nationale organisaties en internationale samenwerking
De vastgelegde gegevens van alle geringde vogels worden per land centraal verzameld. In Nederland door het Vogeltrekstation, in België door het Koninklijk Belgisch Instituut voor Natuurwetenschappen (KBIN).
Voor coördinatie van ringwerk op Europees niveau wordt er samengewerkt in de European Union for Bird Ringing (EURING).

## Ringen bij siervogels

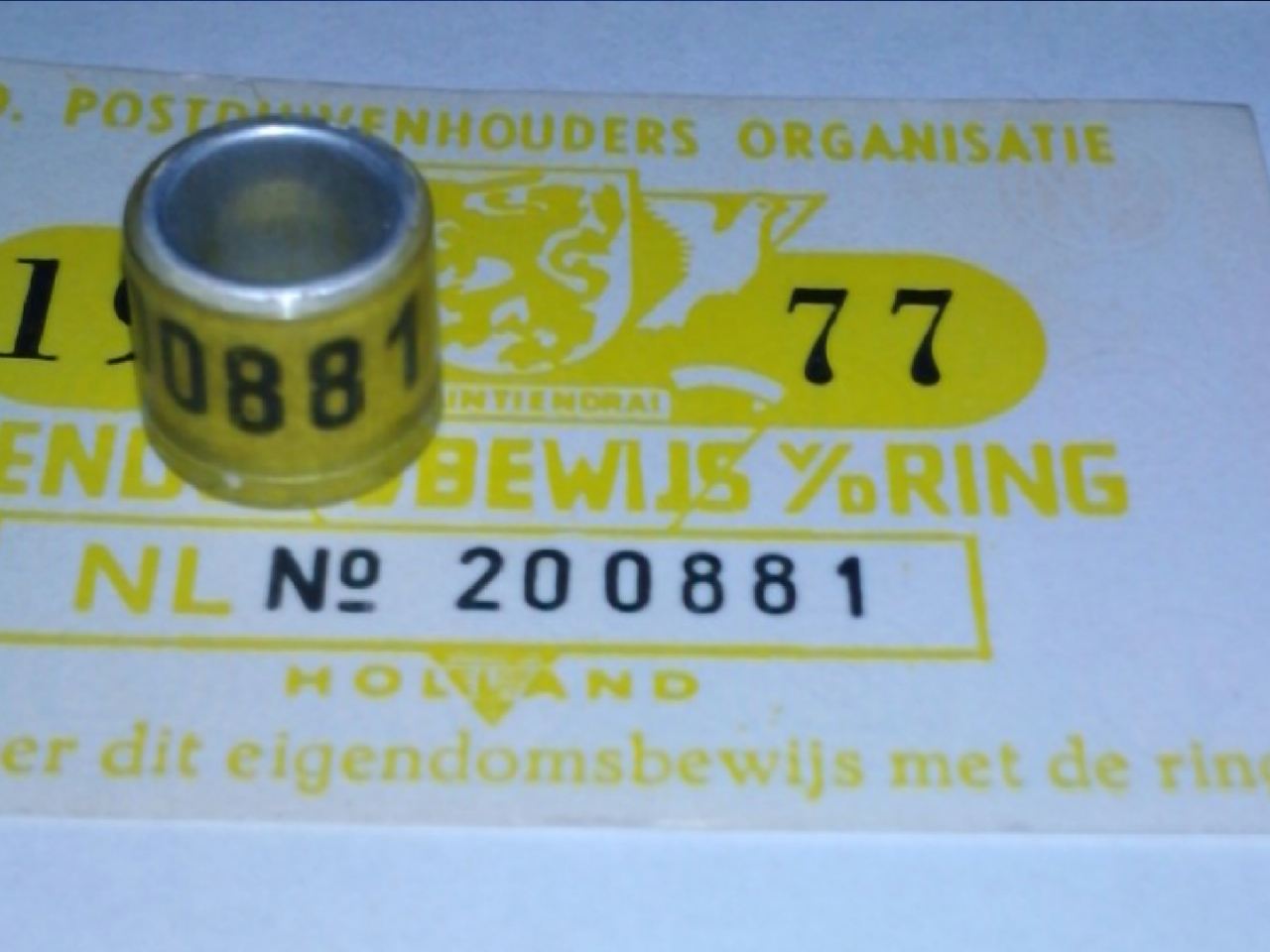
Ring en eigendomsbewijs van een postduif

Ook gedomesticeerde vogels worden geringd. Met name bij kippen, sier-, post- en tortelduiven die door liefhebbers gefokt zijn, wordt dit gedaan. Dit is nodig voor het inschrijven van deze vogels in een stamboek, om ze te mogen meegeven op duivenwedvluchten en of insturen naar een tentoonstelling.
Behalve gedomesticeerde siervogels worden ook beschermde vogels in gevangenschap geringd. Het betreft hier een wettelijke verplichting om aan te tonen dat deze beschermde vogels in volièremilieu zijn geboren. In Nederland zijn er vijf vogelbonden belast met de afgifte van deze ringen, te weten de ANBvV, de NHDB, de NBvV, Aviornis en de BEC. De ringen zijn anders dan van een wilde vogel. Het ringnummer dat afkomstig is van zo`n vogelvereniging uit Nederland is opgebouwd uit NL (voor Nederland), een ringmaat in tienden van millimeters (bijvoorbeeld 14.0), een afkorting voor de vereniging (bijvoorbeeld AO voor Aviornis), een nummer dat verwijst naar een verenigingslid, een nummer dat verwijst naar het jaar van uitgifte (tevens het jaar waarin de vogel is geboren) en een volgnummer voor het aantal ringen in de reeks van het betreffende verenigingslid. Het komt ook weleens voor dat vogels die in gevangenschap leefden ontsnappen en in het wild terechtkomen. Ze dragen dan nog steeds een ring. Dit soort vogels wordt exoten genoemd. Het is mogelijk dat deze vogels zich vermengen met wilde soorten.

## Ringen bij dierentuinvogels
Ook vogels waar van twijfel zou kunnen zijn nu of in de toekomst in gevangenschap geboren zijn worden geringd. Dit geldt voor alle vogels die in een dierentuin geboren zijn. De dierentuinen hebben een ontheffing om de vogels te ringen bij geboorte en mogen ook ongeringde vogels houden, maar dienen wel deze vogel op een andere manier te registreren. Dit kan door een ring met chip of door een onderhuidse chip of door een foto. In dierentuinen kan het een probleem zijn om jonge vogels te ringen, met name bij boombroeders waarvan de jonge vogels uit de nesten springen wanneer zij worden gevangen om te ringen. Vooral bij reigers en ibissen is dit een veelvoorkomend probleem.

## Melden van vogelringen

### Nederland
Het Nederlandse Vogeltrekstation verleent ringen voor wilde vogels. Deze ringen zijn van metaal gemaakt en elke vogel heeft een passende maat van de ring. Op de metalen ring staat een unieke code. Op de metalen ring staat ook een ringcentrale vermeld. Als het een Nederlandse ring is dan staat er 'Vogeltrekstation Arnhem Holland' of 'Arnhem VT Holland'. Het melden van een ring kan via internet gedaan worden in het programma 'GRIEL'. Het kan ook zijn dat een buitenlandse ring gevonden wordt. Op de site van het Vogeltrekstation kan men kijken waar de ring vandaan kan komen.
De ring kan ook een ring van een gefokte vogel zijn. Die ring is helemaal gesloten en kan niet worden geopend. Er zijn in Nederland een aantal organisaties die een ring aan een (kooi)vogel aanbrengen. Die vogels vliegen vrij rond (postduiven) en gefokte exemplaren ontsnappen een enkele keer. Die vogels dragen allen een gesloten ring, dat wil zeggen dat die ring niet kan worden opengebogen zonder hem door te knippen. Hij kan dus alleen worden aangebracht als de vogel nog een nestjong is.